# Граф дуг окружности
В теории графов графом дуг окружности называется граф пересечений множества дуг окружности. Граф имеет одну вершину для каждой дуги окружности и ребро между двумя вершинами, если соответствующие дуги пересекаются.
Формально, пусть
{\displaystyle I_{1},I_{2},\ldots ,I_{n}\subset C_{1}}
— множество дуг. Тогда соответствующий им граф дуг окружности — это G = (V, E), где
{\displaystyle V=\{I_{1},I_{2},\ldots ,I_{n}\}}
и
{\displaystyle \{I_{\alpha },I_{\beta }\}\in E\iff I_{\alpha }\cap I_{\beta }\neq \varnothing .}
Семейство дуг, соответствующее графу G, называется дуговой моделью.

## Распознавание
Тукер  нашёл первый полиномиальный алгоритм распознавания для графов дуг окружности, работающий за время {\displaystyle {\mathcal {O}}(n^{3})}. Позднее МакКоннел  нашёл первый линейный алгоритм распознавания за время {\displaystyle ({\mathcal {O}}(n+m))}.

## Связь с другими классами графов
Графы дуг окружности являются естественным обобщением интервальных графов. Если граф дуг окружности G имеет дуговую модель, не покрывающую некоторые точки окружности, окружность можно разорвать в такой точке и выпрямить в отрезок, что даёт интервальное представление. Однако, в отличие от интервальных графов, графы дуг окружности не всегда совершенны, поскольку нечётные циклы без хорд C5, C7, и т. д. являются графами дуг окружности.

## Некоторые подклассы
Ниже пусть {\displaystyle G=(V,E)} — произвольный граф.

### Графы единичных дуг окружности
Граф {\displaystyle G} является графом единичных дуг окружности, если у него существует дуговая модель, в которой все дуги равной длины.

### Правильные графы дуг окружности
{\displaystyle G} является правильным графом дуг окружности  (или цикловым интервальным графом), если существует соответствующая дуговая модель, в которой никакая дуга не содержит полностью другую. Распознавание таких графов и построение правильной дуговой модели можно осуществить за линейное время {\displaystyle ({\mathcal {O}}(n+m))}.

### Циркулярные графы дуг Хелли
{\displaystyle G} является циркулярным графом дуг Хелли, если существует соответствующая дуговая модель такая, что дуги образуют семейство Хелли. Гаврил даёт описание этого класса, из которого вытекает алгоритм распознавания за время {\displaystyle {{\mathcal {O}}(n^{3})}}.
Йорис и соавторы дают другие характеристики (включая перечисление запрещённых порождённых подграфов) этого класса, откуда вытекает алгоритм распознавания, работающий за время O(n+m). Если входной граф не является циркулярным графом дуг Хелли, то алгоритм возвращает подтверждение этого факта в виде запрещённого порождённого подграфа. Они дали также алгоритм определения, образует ли данная циркулярная дуговая модель семейство Хелли, за время O(n).

## Приложения
Циркулярные графы дуг полезны при моделировании задач периодического распределения ресурсов в исследовании операций. Каждый интервал представляет запрос на определённый период, повторяющийся во времени.